# Червено махагоново дърво
Червеното махагоново дърво (Eucalyptus resinifera) е вид двусемеделно растение от семейство Миртови (Myrtaceae).
То е голямо дърво, достигащо височина 45 метра с диаметър на стъблото до 150 сантиметра. Част е от рода на евкалиптите и е разпространено в източните части на Австралия, където е обичаен вид. Твърдата му дървесина е високо ценена, като дървото се отглежда в изкуствени плантации и извън Австралия.